# ژروین
ژروین (به انگلیسی: Jervine) با فرمول شیمیایی C۲۷H۳۹NO۳ یک ترکیب شیمیایی با شناسه پاب‌کم ۱۰۰۹۸ است. که جرم مولی آن ۴۲۵٫۶۰ g/mol می‌باشد. 